# ويليام فرانكلين درابر
ويليام فرانكلين درابر (بالإنجليزية: William F. Draper)‏ هو دبلوماسي وضابط وسياسي أمريكي، ولد في 9 أبريل 1842 في لوويل في الولايات المتحدة، وتوفي في 28 يناير 1910 في واشنطن العاصمة في الولايات المتحدة. حزبياً، نشط في الحزب الجمهوري. وقد انتخب عضو مجلس النواب الأمريكي.